# Al Jochim
Alfred August „Al” Jochim (ur. 12 czerwca 1902 w Berlinie, zm. 17 marca 1980 w Teaneck) – amerykański gimnastyk, medalista olimpijski z Los Angeles.